# 安坑孝女廖氏嬌紀念碑
安坑孝女廖氏嬌紀念碑位於中華民國臺灣新北市新店區，是日治時期為一位名為廖嬌的孝女而建立的紀念碑，於2002年4月8日公告為臺北縣縣定古蹟，2011年6月15日更名公告為新北市直轄市定古蹟。

## 沿革
廖嬌（1903年8月10日－1917年2月15日）家住臺北廳文山堡安坑庄三城60番地（今新北市新店區雙城里），父親廖惷豬替人占卜維生，母親為李氏景。而廖嬌家中祖母、父母都雙目失明，同住的伯母蕭氏喑噁則是既聾且啞，平時廖嬌協助母親處理家務，並照顧兩名弟弟（進財、塗木），假日則牽著父親到市集幫人算命，而在照顧家人的同時，仍在安坑公學校（今新北市新店區安坑國民小學）用功讀書。由於其孝行，在大正四年（1915年）12月2日獲臺灣總督府授予褒揚狀。
廖嬌於大正六年（1917年）2月15日去世，據梁易忠〈孝女記〉一文，她是因為上山撿柴枝時被樹幹壓傷致死。廖嬌逝世後，由安坑公學校同窗會（同班同學）為其立碑紀念。
二次大戰後，該碑在民國六十年（1970年）遷移到安坑國小後側校園，民國六十五年（1976年）尚存，民國九十年（2001年）整地時發現被土石掩埋，重新整理後豎立於該校操場旁。

## 碑文
該碑正面刻著「特賜褒狀孝女廖氏嬌記念碑」，背面則刻著「（大正）六年二月十五日歿  安坑公學校同窓會建」，其中背面的大正兩字已經被敲除，但比對戶籍資料可知是「大正」二字。

## 其他
在重新安置紀念碑的過程中，曾打算將石碑暫時存放到二樓的校史室。據說當時在將石碑搬進電梯後，電梯便故障，即使請人來維修也無法正常運作。有位工作人員想說會不會是廖嬌生前沒有坐過電梯，不敢搭乘，而後眾人焚燒紙錢祭拜並說明原委，電梯便恢復正常。